# Výslovnost novořečtiny
Toto je článek o výslovnosti novořečtiny. V prvním řádku je vždy uvedena základní výslovnost, v dalších řádcích odchylky od této výslovnosti.

## Výklad méně známých fonetických symbolů
- [] Znamená vyslovenou (ne grafickou) podobu
- [ɣ] = něco mezi g a ráčkovaným r
- [ʝ] = důrazné j
- [ç] = něco mezi ch a š (jako německé ch ve spisovně vysloveném slově ich)
- [ð] = jako anglické th ve slově that
- [θ] = jako anglické th ve slově think
- [n] = nosové n
- [ɱ] = nosové m
- [ɾ] = slabé r

Poznámky:
- Dole uvedené [c] je české c (podle systému IPA by se psalo [ts]).
- Dole uvedené [ť] je české ť (podle systému IPA by se psalo [c]).
- Dole uvedené [ď] je české ď (podle systému IPA by se psalo [ɟ]).
- Dole uvedené [ch] je české ch (podle systému IPA by se psalo [x]).

## Jednoduché hlásky
| písmeno | výslovnost |
| ------- | --- |
| Α α     | [a] |
| Β β     | [v] |
| Γ γ     | [ɣ] [ʝ] před [e], [i] |
| Δ δ     | [ð] |
| ε ε     | [e] |
| ζ ζ     | [z] |
| Η η     | [i] [ʝ], pokud je toto η nepřízvučné a stojí mezi [v] / [b] / [ð] / [d] / [r] / [m] a samohláskou (výjimky viz *) [ç] pokud je toto η nepřízvučné a stojí mezi [f] / [p] / [θ] / [t] / [s] / [ks] / [ps] / [c] a samohláskou (výjimky viz *) |
| θ θ     | [θ] |
| Ι ι     | [i] [ʝ] pokud je toto ι nepřízvučné a stojí mezi [v] / [b] / [ð] / [d] / [r] / [m] a samohláskou (výjimky viz *) [ç] pokud je toto ι nepřízvučné a stojí mezi [f] / [p] / [θ] / [t] / [s] / [ks] / [ps] / [c] a samohláskou (výjimky viz *)  |
| κ κ     | [k] [ť] před [e], [i] [g] po slově zakončeném na [n], na začátku slova před [a] / [o] / [u] /souhláska [ď] po slově zakončeném na [n], na začátku slova před [e] / [i]                                                                       |
| λ λ     | [l] [ľ] před [i] |
| μ μ     | [m] [ɱ] před [f], [v] |
| ν ν     | [n] [ň] před [i] [N] před κ, γ, χ slabé [N] na konci slova před slovem na γκ- / κ- / χ- slabé [m] na konci slova před slovem na μ- / π- / μπ- / ψ- [ɱ] na konci slova před slovem na [f] -, [v] -                                            |
| ξ ξ     | [ks] (t. j. [x]) [gz] (zejména?) po [n], [m] |
| ο ο     | [o] |
| π π     | [p] [b] na začátku slova po slovech zakončených na [n] |
| Ρ ρ     | [r] (t. j. slovenské r) [ɾ] někdy před samohláskami |
| Σ σ / ς | [s] (zní spíš jako něco mezi se š) [z] před [v], [g], [d], [m], [n], [b] (a fakultativně před [r]) |
| τ τ     | [t] [d] začátku slova po slovech zakončených na [n] |
| υ υ     | [i] [ʝ] pokud je toto υ nepřízvučné a stojí mezi [v] / [b] / [ð] / [d] / [r] / [m] a samohláskou (výjimky viz *) [ç] pokud je toto υ nepřízvučné a stojí mezi [f] / [p] / [θ] / [t] / [s] / [ks] / [ps] / [c] a samohláskou (výjimky viz *)  |
| Φ φ     | [f] |
| χ χ     | [ch] [ç] před [e], [i] |
| ψ ψ     | [ps] [bz] (zejména?) po [n], [m] |
| Ω ω     | [o] |

Poznámky:
- Dlouhé samohlásky v novořečtině neexistují.
- ad*: http://www.foundalis.com/lan/grphdetl.htm#p_palatalization – Palatalization: bod 3.

## Skupiny samohlásek
| písmena | výslovnost |
| ------- | --- |
| αι      | [e] |
| άι      | [ai] |
| αϊ      | [ai] |
| άη      | [ai] |
| αϋ      | [ai] |
| αυ      | [av] [af] před neznělou souhláskou a na konci slova |
| ει      | [i] [ʝ] pokud je toto ει nepřízvučné a stojí mezi [v] / [b] / [ð] / [d] / [r] / [m] a samohláskou (výjimky viz *) [ç] pokud je toto ει nepřízvučné a stojí mezi [f] / [p] / [θ] / [t] / [s] / [ks] / [ps] / [c] a samohláskou (výjimky viz *) |
| έι      | [ei] |
| εϊ      | [ei] |
| ευ      | [ev] [ef] před neznělou souhláskou a na konci slova |
| οι      | [i] [ʝ] pokud je toto οι nepřízvučné a stojí mezi [v] / [b] / [ð] / [d] / [r] / [m] a samohláskou (výjimky viz *) [ç] pokud je toto οι nepřízvučné a stojí mezi [f] / [p] / [θ] / [t] / [s] / [ks] / [ps] / [c] a samohláskou (výjimky viz *) |
| όι      | [oi] |
| οϊ      | [oi] |
| ου      | [u] |
| υι      | [i] [ʝ] pokud je toto υι nepřízvučné a stojí mezi [v] / [b] / [ð] / [d] / [r] / [m] a samohláskou (výjimky viz *) [ç] pokud je toto υι nepřízvučné a stojí mezi [f] / [p] / [θ] / [t] / [s] / [ks] / [ps] / [c] a samohláskou (výjimky viz *) |
| ηυ      | [iv] [if] před neznělou souhláskou a na konci slova |

Poznámky:
- Neznělé souhlásky jsou [θ], [k], [ks], [p], [s], [t], [f], [ch]
- ad*: http://www.foundalis.com/lan/grphdetl.htm#p_palatalization – Palatalization: bod 3.

## Skupiny souhlásek
| písmena | výslovnost |
| ------- | --- |
| tζ      | [dz] (jako ve slovenštině) |
| ντζ     | [ndz] (dz jako ve slovenštině) |
| tσ      | [c] |
| ντσ     | [nc] |
| μπ      | [mb] nebo [b] [b] na začátku slova nebo po souhlásce, [mp] v převzatých (např. anglických) slovech                                                           |
| ντ      | [nd] nebo [d] [d] na začátku slova, po souhlásce nebo v převzatých slovech                                                                                   |
| γκ      | [ŋg] nebo [g] [g] na začátku slova, po souhlásce nebo v převzatých slovech [nd] nebo [ď] před [e], [i] mimo začátku slova [ď] před [e], [i] na začátku slova |
| γγ      | [ŋg] nebo [g] [nd] nebo [ď] před [e], [i] |
| γχ      | [ŋch] [ŋc] před [e], [i] |
| γξ      | [ŋks] |

Poznámka: Vždy, když by se ve výslovnosti v jednom slově setkaly dvě stejné souhlásky, vysloví se jen jedna, např.: κόκκινο [koťino] αλλεπάλληλα [alepaľila] Σάββατο [savato] ευφ- [ef], ευβ- [ev]

## Skupiny souhlásek a samohlásek
| písmena                                  | výslovnost                                                                       |
| ---------------------------------------- | -------------------------------------------------------------------------------- |
| γγι (? / γγει / γγη / γγοι / γγυ / γγυι) | podle tabulek výše [nd] nebo [ď] před [a] / [o] / [u]                            |
| γκι (? / γκει / γκη / γκοι / γκυ / γκυι) | podle tabulek výše [nd] nebo [ď] (na začátku slova jen [ď]) před [a] / [o] / [u] |
| γι / γει / γη / γοι / γυ / γυι           | podle tabulek výše [j] před [a] / [o] / [u]                                      |
| κι (? / κει / κη / κοι / κυ / κυι)       | podle tabulek výše [ť] před [a] / [o] / [u]                                      |
| χι (? / χει / χη / χοι / χυ / χυι)       | podle tabulek výše [ç] před [a] / [o] / [u]                                      |
| λι / λει / λη / λοι / λυ / λυι           | podle tabulek výše [ľ] před [a] / [o] / [u] (kromě převzatých slov)              |
| νι / νει / νη / νοι / νυ / νυι           | podle tabulek výše [ň] před [a] / [o] / [u] (kromě převzatých slov)              |
| λι                                       | podle tabulek výše [ľ] před [e]                                                  |
| νι                                       | podle tabulek výše [ň] před [e]                                                  |

Poznámka: Tato poslední tabulka platí pouze tehdy, když je [i] nepřízvučné.